# 로하틴
로하틴(우크라이나어: Рогатин, 폴란드어: Rohatyn, 이디시어: ראהאטין)은 우크라이나 서부에 위치한 이바노프란키우스크주의 도시로 인구는 7,983명(2016년 기준)이다.
폴란드의 지배를 받고 있던 1415년 마그데부르크법에 따라 도시 지위를 부여받았다. 1520년에는 오스만 제국의 술탄인 쉴레이만 1세의 황후가 된 록셀라나가 이 곳에서 크림 타타르족에 의해 노예로 팔려나갔다. 1772년 제1차 폴란드 분할에 따라 오스트리아에 편입되었으며 전간기에는 폴란드의 지배를 받았다. 1939년에는 소련 우크라이나 소비에트 사회주의 공화국에 편입되었다.

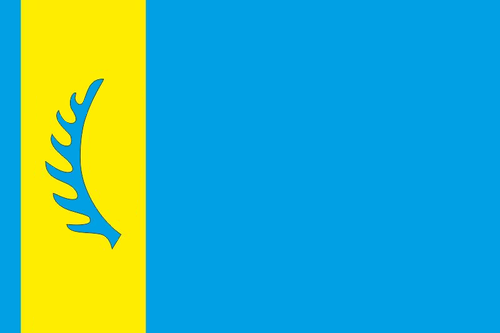
시기
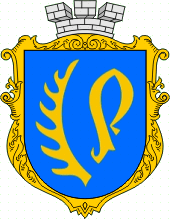
시 문장